# H5N2
인플루엔자바이러스 A형 아형 H5N2 (A/H5N2)는 인플루엔자를 일으키는 바이러스의 일종이다. 닭, 오리, 칠면조, 매, 타조 등의 다양한 조류를 감염시킬 수 있다. 새들은 감염 후에도 별다른 증세를 보이지 않는다. 일부 아형 변종은 다른 변종보다 훨씬 병원성이 높으며, "하이패스(high-path)" H5N2의 집단발병으로 인해 가금류 농장에서 수천 마리의 조류가 도살되기도 한다. 조류와 함께 일하는 사람들 역시 바이러스에 감염될 수 있지만 유의미한 질환은 거의 나타나지 않는다. 남아프리카공화국에서 발생한 고병원성 H5N2 변종에 노출된 사람들도 결막염이나 가벼운 호흡기 질환을 제외하고선 별 증상이 나타나지 않았다. 사람간 전염의 증거는 없다. 2005년 11월 12일에는 H5N2를 가지고 있는 매가 발견되었다. 중국에서는 불활성화된 H5N2 바이러스주가 H5N1에 대한 백신으로 사용되고 있다.

## 역학

### 대한민국
대한민국에서는 2004년 12월 1일 방역당국이 한 오리농가에서 저병원성 H5N2형 조류인플루엔자를 검출한 후, 모두 살처분했다.

### 러시아
파리에 본부를 둔 국제 수역 사무국(OIE)은 2017년 12월 러시아 농업부가 중앙 연방관구의 코스트로마주에서 고병원성 H5N2를 검출하여 66만 마리 이상의 조류를 살처분했다고 밝혔다. 농장주들은 닭들이 숨을 쉬지 않고 닭벼슬이 푸르스름해졌다고 신고했다. 해당 공장은 당 해 동안 적어도 두 번은 바이러스의 영향을 받은 것으로 드러났다. 이후 조사한 결과, 여물을 주기 전에 열로 소독하지 않았으며, 수질 역시 매우 낮았던 것으로 밝혀졌다.

### 일본
일본에서는 2005년 6월부터 12월까지 이바라키현 양계장 40곳과 사이타마현의 양계장 한곳에서 H5N2 바이러스나 H5 항체가 검출되었다. 이 변종은 A/chicken/Ibaraki/1/2005(H5N2)A로 명명되었다. 이 집단발병 이후 약 570만 마리의 조류가 살처분되었다.

### 대만
대만에서는 2008년 12월에 H5N2의 발병이 확인되었다. 2012년 3월에는 대만에서 고병원성 조류인플루엔자 H5N2 집단발병이 정식으로 국제 수역 사무국에 보고되었다. 이 집단발병은 2012년 2월에 시작되었다.

### 스리랑카
2012년 1월, 스리랑카의 빙기리야에서 H5N2 집단발생 사례가 당국 보건부에 의해 확인되었다. 약 5000~6000마리의 닭이 H5N2에 감염된 것으로 확인됨에 따라 살처분되었다.

### 남아프리카 공화국
2006년 남아프리카 공화국의 한 농장에서 H5N2가 발생하여 타조 60개체가 모두 도살되었다. 이 변종은 2004/2005년에 남아프리카 공화국에서 발생한 변종과 유사했다.
2012년에는 고병원성 조류인플루엔자(AI)가 발생함에 따라 타조 농장들이 상업적인 영향을 받았다. 4만 1000마리 이상이 도살처분되었다.

### 미국
저병원성 H5N2는 미국과 멕시코에서 고병원성 변종이 발생하였다. 이렇게 발생한 H5N2의 고병원성 변종은 수많은 농장으로 크게 확산되어 1983년 미국 펜실베니아주의 가금류 농가에게 큰 경제적 손실을 입었고, 1994년에는 멕시코에서, 1997년에는 이탈리아에서 닭을 중심으로 소규모 발병이 보고되었다.
2004년 2월, 텍사스주에서 집단발병이 발생하였는데 더 전파되기 전에 모두 도살되었다.
2007년, H5N2의 저병원성 변종이 웨스트버지니아주의 칠면조 2만 5천마리로부터 도살 전에 항상 수행하는 검사를 통해 발견되었다. 감염된 새들은 특별한 증세를 보이지 않았다. 바이러스의 변이와 전염을 막기 위한 조치가 취해졌다.
2015년,  미국 중서부 지역의 가금류 농장에서 H5N2의 집단발병이 확인되었다. 5월 30일을 기준으로 15개 주에서 4,300만 마리 이상의 조류들이 조류 발생의 결과로 제거되었는데, 미국내 최대 달걀 생산지인 아이오와주에서만 3,000만 마리가 살처분되었다.
2017년 1월 미국 농무부는 몬태나주 퍼거스 카운티(Fergus County)의 오리 한 개체에서 H5N2가 발견됐다고 발표했다.

## 인체 감염

### 멕시코
2024년 6월 5일 세계보건기구는 3주동안 입원한 뒤 사망한 환자에게서 H2N2 감염을 확인했다고 밝혔다. 이는 실험실에서 확인된 최초의 H2N2 인체 감염 사례이며, 멕시코 보건당국 관계자는 노출 경로는 아직 확인되지 않았다고 전했다. 하지만 이후 6월 7일 멕시코 보건당국은 환자의 사인이 H5N2가 아닌 만성질환 때문이라고 밝혔다.